# میان‌بند (میان‌جلگه)
میان‌بند، روستایی در دهستان عشق‌آباد بخش مرکزی شهرستان میان‌جلگه در استان خراسان رضوی ایران است. 
وجه تسمیه این روستا به‌علت قرار گیری در میان دو بند آبی سعدآباد و نصرآباد میان بند میباشد 
گفته شده اولین اقوامی که به این روستا آمدند،اعراب بادیه نشین از سرزمین حجاز(عربستان کنونی) بودند 
از افراد شاخص این روستا می‌توان به دکتر محمدعلی طاهرنیا جراح و متخصص ارتوپد، دکتر محمد وحیدی نیا زمین شناس و استاد دانشگاه فردوسی مشهد، حجةالاسلام میانبندی معاونت قوه قضائیه استان خراسان رضوی و ریاست دادگاه تجدید نظر استان، مهندس اسماعیل نصرآبادی معاون استاندار و فرماندار ویژه شهرستان فیروزه و مرحوم حاج شیخ محمود میانبندی از روحانیون مبارز انقلاب اسلامی و... اشاره کرد

## جمعیت
بر پایه سرشماری عمومی نفوس و مسکن در سال ۱۳۹۵، جمعیت این روستا برابر با ۱۴۱ نفر (۴۵ خانوار) بوده است.